# Liste de l'observatoire mondial des monuments (2010)
Pour les articles homonymes, voir Liste de l'observatoire mondial des monuments.
Cet article recense les sites concernés par l'observatoire mondial des monuments en 2010.

## Généralités
L'observatoire mondial des monuments (World Monuments Watch en anglais) est le programme principal du Fonds mondial pour les monuments (World Monuments Fund), une organisation non gouvernementale à but non lucratif basée à New York, aux États-Unis. Cet observatoire a pour but d'identifier et de préserver les biens culturels importants en danger.
Tous les deux ans depuis 1996, le programme publie la liste des 100 sites les plus en danger, nécessitant des efforts de protection et de financement urgents. Ces sites sont proposés par les gouvernements, des organismes privés actifs dans le domaine patrimonial ou des individus. La liste est produite par un panel d’experts internationaux en architecture, archéologie, histoire de l'art et préservation ou restauration de sites patrimoniaux.

## Liste
| Site                                                    | Lieu                                                  | Pays           | Photo |
| ------------------------------------------------------- | ----------------------------------------------------- | -------------- | ----- |
| Vieille ville d'Hérat                                   | Hérat                                                 | Afghanistan    |       |
| Wonderwerk Cave                                         | Ga-Segonyana / Kuruman                                | Afrique du Sud |       |
| Centre historique de Buenos Aires                       | Buenos Aires                                          | Argentine      |       |
| Théâtre Colón                                           | Buenos Aires                                          | Argentine      |       |
| Monastère d'Aghjots                                     | Garni                                                 | Arménie        |       |
| Wiener Werkbundsiedlung                                 | Vienne                                                | Autriche       |       |
| Suq Al-Qaysariya                                        | Muharraq                                              | Bahreïn        |       |
| Sanatorium Joseph-Lemaire                               | Overijse                                              | Belgique       |       |
| Phajoding                                               | Thimphou                                              | Bhoutan        |       |
| Couvent Santa Teresa                                    | Cochabamba                                            | Bolivie        |       |
| Missions jésuites de Bolivie                            | Département de Santa Cruz                             | Bolivie        |       |
| Églises d'Arica et Parinacota                           | Région d'Arica et Parinacota                          | Chili          |       |
| Vieille ville de Famagouste                             | Famagouste                                            | Chypre         |       |
| Centre historique de Santa Fe de Antioquia              | Santa Fe de Antioquia                                 | Colombie       |       |
| Forteresses San Fernando et San Jose                    | Carthagène des Indes                                  | Colombie       |       |
| Palais Ujumbe                                           | Mutsamudu, Anjouan                                    | Comores        |       |
| New Gourna                                              | Louxor                                                | Égypte         |       |
| Vieille mosquée de la forteresse de Shali               | Siwa                                                  | Égypte         |       |
| Todos los Santos                                        | Cuenca                                                | Équateur       |       |
| Numance                                                 | Soria, Castille-et-León                               | Espagne        |       |
| Paysage historique de Séville                           | Séville, Andalousie                                   | Espagne        |       |
| Paysage historique de Tolède                            | Tolède, Castille-La Manche                            | Espagne        |       |
| Route de Saint-Jacques-de-Compostelle                   | Aragon, Navarre, La Rioja, Castille-et-León et Galice | Espagne        |       |
| Sagrada Família                                         | Barcelone, Catalogne                                  | Espagne        |       |
| Vieille ville d'Ávila                                   | Ávila, Castille-et-León                               | Espagne        |       |
| Bibliothèque Atlanta-Fulton                             | Atlanta, Géorgie                                      | États-Unis     |       |
| Cimetière Saint-Louis no 2                              | La Nouvelle-Orléans, Louisiane                        | États-Unis     |       |
| Miami Marine Stadium                                    | Miami, Floride                                        | États-Unis     |       |
| Paysage culturel de Hadley                              | Hadley, Massachusetts                                 | États-Unis     |       |
| Phillis Wheatley Elementary School                      | La Nouvelle-Orléans, Louisiane                        | États-Unis     |       |
| Ponts de la Merritt Parkway                             | Comté de Fairfield, Connecticut                       | États-Unis     |       |
| Pueblo de Taos                                          | Pueblo de Taos, Nouveau-Mexique                       | États-Unis     |       |
| Taliesin                                                | Spring Green, Wisconsin                               | États-Unis     |       |
| Taliesin West                                           | Scottsdale, Arizona                                   | États-Unis     |       |
| Église Saint-Martin                                     | Saint-Martin-des-Puits                                | France         |       |
| Hôtel des Monnaies                                      | Villemagne-l'Argentière                               | France         |       |
| Églises de Lesbos                                       | Lesbos                                                | Grèce          |       |
| Kaminaljuyú                                             | Près de Guatemala                                     | Guatemala      |       |
| Maisons victoriennes                                    | Port-au-Prince                                        | Haïti          |       |
| Centre historique de Shimla                             | Shimla, Himachal Pradesh                              | Inde           |       |
| Château de Chiktan                                      | Kargil, Ladakh                                        | Inde           |       |
| Gompa Dechen Namgyal                                    | Nyoma, Ladakh                                         | Inde           |       |
| Kothi                                                   | Mahmudabad, Uttar Pradesh                             | Inde           |       |
| Minaret Al-Hadba                                        | Mossoul                                               | Irak           |       |
| Russborough                                             | Blessington, comté de Wicklow                         | Irlande        |       |
| Cathédrale Saint-Jacques de Jérusalem                   | Vieille ville, Jérusalem                              | Israël         |       |
| Vieille ville de Lod                                    | Lod                                                   | Israël         |       |
| Centre historique de Craco                              | Craco, Basilicate                                     | Italie         |       |
| Ponte Lucano                                            | Tivoli, Latium                                        | Italie         |       |
| Villa San Gilio                                         | Oppido Lucano, Basilicate                             | Italie         |       |
| Machiya                                                 | Kyoto                                                 | Japon          |       |
| Champ de dolmens de Damiya                              | Damiya                                                | Jordanie       |       |
| Architecture vernaculaire de la steppe Saryarka         | Djezkazgan                                            | Kazakhstan     |       |
| Paysage archéologique du Hintang                        | Province de Houaphan                                  | Laos           |       |
| Tam Ting                                                | Ban Pak Ou                                            | Laos           |       |
| Lixus                                                   | Larache                                               | Maroc          |       |
| Aqueduc de Padre Tembleque                              | Cempoala à Otumba                                     | Mexique        |       |
| Église de los Santos Reyes et monastère de la Comunidad | Metztitlán, Hidalgo                                   | Mexique        |       |
| Église San Bartolo Soyaltepec                           | Oaxaca de Juárez                                      | Mexique        |       |
| Église San Felipe Tindaco                               | Tlaxiaco, Oaxaca                                      | Mexique        |       |
| Las Pozas                                               | Xilitla, San Luis Potosí                              | Mexique        |       |
| Église de l'Assomption de Căuşeni                       | Căușeni                                               | Moldavie       |       |
| Tombes royales de Wamala                                | Nansana                                               | Ouganda        |       |
| Châteaux de Khorezm                                     | Karakalpakstan                                        | Ouzbékistan    |       |
| Centre historique de Shikarpur                          | Shikarpur, Sind                                       | Pakistan       |       |
| Pétroglyphes de Diamer-Basha                            | Gilgit-Baltistan                                      | Pakistan       |       |
| Centre historique de Colón                              | Colón                                                 | Panama         |       |
| Cimetière de Corozal                                    | Panama                                                | Panama         |       |
| Cimetière du Monte Esperanza                            | Colón                                                 | Panama         |       |
| La Santísima Trinidad de Paraná                         | Trinidad                                              | Paraguay       |       |
| Chanquillo                                              | Région d'Ancash                                       | Pérou          |       |
| Église San Francisco de Asis de Marcapata               | Marcapata                                             | Pérou          |       |
| Église Santa Cruz de Jerusalén de Juli                  | Juli                                                  | Pérou          |       |
| Églises jésuites San José et San Javier                 | Changuillo et El Ingenio, province de Nazca           | Pérou          |       |
| Machu Picchu                                            | Province d'Urubamba                                   | Pérou          |       |
| Pachacamac                                              | Région de Lima                                        | Pérou          |       |
| Piquillacta                                             | Cuzco                                                 | Pérou          |       |
| Tambo Colorado                                          | Humay                                                 | Pérou          |       |
| Basilique San Sebastian                                 | Manille                                               | Philippines    |       |
| Église Nuestra Señora de la Asunción                    | Santa Maria                                           | Philippines    |       |
| Rizières de Banaue                                      | Ifugao                                                | Philippines    |       |
| Églises fortifiées de Transylvanie                      | Sibiu                                                 | Roumanie       |       |
| Bâtiments Tecton du zoo de Dudley                       | Dudley, Angleterre                                    | Royaume-Uni    |       |
| Chantier naval de Sheerness                             | Sheerness, Angleterre                                 | Royaume-Uni    |       |
| Cimetières historiques d'Édimbourg                      | Édimbourg, Écosse                                     | Royaume-Uni    |       |
| Église méthodiste du mémorial Carlisle                  | Belfast, Irlande du Nord                              | Royaume-Uni    |       |
| Église Saint John the Evangelist de Shobdon             | Leominster, Angleterre                                | Royaume-Uni    |       |
| Église de l'Icône de Notre-Dame du Signe                | Podolsk                                               | Russie         |       |
| Château de Lietava                                      | Lietava                                               | Slovaquie      |       |
| Fort néerlandais de Batticaloa                          | Batticaloa                                            | Sri Lanka      |       |
| Centre historique de Pangani                            | Pangani                                               | Tanzanie       |       |
| Faculté d'architecture et d'urbanisme                   | Caracas                                               | Venezuela      |       |
| Parque del Este                                         | Caracas                                               | Venezuela      |       |